# پرگابالین
پرِگابالین (به انگلیسی: Pregabalin) با نام تجاری لیریکا یا نام‌های دیگر (Alzain، Axalid، یا Signature) دارویی از خانواده گاباپنتینوئید است که برای درمان انواع تشنج مانند صرع، درد نوروپاتیک، ترک مصرف مخدرهای افیونی و اختلال اضطراب فراگیر کاربرد دارد.پرگابالین نوعی از داروهای گاباپنتینوئید (آنالوگ گابا) است که از گاما آمینوبوتریک اسید (GABA) مشتق می‌شوند. پرگابالین داروی گابائرژیک نبوده به طور انتخابی به زیرواحدهای α(2)δ-1 متصل می‌شود و اتصال به زیرواحدهای α(2)δ-1 آزادسازی پیام‌رسان عصبی درد را در نخاع که وابسته به کلسیم است مهار می‌کند. با کاهش جریان الکتریکی غیرطبیعی سلول‌های مغزی به تنهایی یا همراه با سایر داروهای ضد صرع برای کاهش حملات تشنج استفاده می‌شود. پرگابالین همچنین در درمان دردهای مزمن ناشی از آسیب عصبی نیز تجویز می‌شود. این نوع درد که به درد نوروپاتی شناخته می‌شود می‌تواند علل مختلفی مانند دیابت یا زونا داشته باشد. مورد دیگر مصرف پرگابالین در درمان علائم اختلالات اضطرابی، خصوصاً در افرادی است که به داروهای دیگر درمان‌کنندهٔ این اختلال پاسخ نداده‌اند.

## مصرف
مقدار مصرف روزانهٔ پرگابالین ممکن است در هر فرد متفاوت باشد که توسط پزشک تعیین می‌شود. لذا دارو را دقیقاً طبق دستور پزشک و به‌طور منظم مصرف نمایید.
- از آنجا که این دارو بر روی سیستم عصبی تأثیر دارد، مصرف آن باید به صورت مداوم و تحت نظر پزشک باشد. اگرچه ممکن است در چند هفتهٔ ابتدایی درمان، احساس بهبودی ایجاد نشود، بااین‌حال درمان باید ادامه یابد و طبق برنامهٔ منظم به پزشک مراجعه شود. همچنین برای بهبود روند درمان، کلیهٔ مشکلات باید به اطلاع پزشک یا داروساز برسد.
- قطع این دارو می‌تواند عوارض نامناسبی مانند تغییرات خلق‌وخو مانند عصبانیت و تحریک‌پذیری، اضطراب و وحشت و همچنین علائم فیزیکی مانند عرق کردن، حالت تهوع و لرز، و حملهٔ تشنجی برای بیمار برداشته‌باشد. لذا قطع این دارو باید به‌صورت تدریجی و تحت نظر پزشک انجام شود.[۱۰]
- ممکن است پزشک، درمان را با مقدار داروی کم آغاز کند و پس از عادت کردن بدن، مقدار دارورا افزایش دهد تا احتمال بروز عوارض ناشی از دارو کمتر شود.
- این دارو با غذا تداخل خاصی ندارد و می‌توان آن را پیش یا پس از غذا مصرف کرد. کپسول باید با آب بلعیده شود. بازکردن یا جویدن آن بپرهیزید.
- این دارو باید بر پایه زمان‌بندی مصرف شود. در صورت فراموشی یک نوبت نباید در نوبت بعدی دو برابر مصرف شود.
- این دارو به صورت کپسول در مقادیر متفاوت (دوز) از ۵۰ تا ۳۰۰ میلی‌گرم موجود است. در نتیجه هنگام دریافت نسخهٔ جدید، باید دوز کپسول بررسی شود.
- در صورتی که تجویز فرم خوراکی مایع، مقدار مصرف در هر نوبت باید با سرنگ مخصوص به‌طور دقیق اندازه‌گیری شود.

## عوارض جانبی
- احساس سرگیجه، خواب آلودگی، تاری دید، یا دوبینی از عوارض این دارو هستند. لذا تا برطرف شدن اثر دارو باید از رانندگی و کارهایی که نیاز به احتیاط و تمرکز دارند خودداری شود.
- برای سردرد احتمالی ناشی از مصرف این دارو باید با داروساز در مورد داروی ضد درد مشورت شود.
- خشکی دهان نیز از علائم مربوط به مصرف این دارو است که با آدامس یا آبنبات فاقد شکر می‌توان آن را برطرف نمود.
- در صورت احساس تهوع ناشی از مصرف این دارو، مصرف غذاهای سبک و ساده و پرهیز از غذاهای پرچرب و پر ادویه، این مشکل را برطرف می‌سازد.
- تغییرات گوارشی مانند یبوست و اسهال ممکن است در اثر مصرف این دارو رخ دهد.
- در صورت یبوست یک رژیم مناسب غذایی سرشار از فیبر و مصرف مایعات به مقدار مناسب و در مورد اسهال نیز مصرف مایعات به مقدار کافی مؤثر است.
- افزایش وزن نیز از عوارضی است که ذهن بیماران مصرف‌کننده را مشغول می‌کند. اما درصورت رعایت یک رژیم غذایی مناسب و داشتن فعالیت بدنی متناسب با وزن، جای نگرانی در این مورد وجود ندارد.
- درصورت تغییر خلق‌وخو، عفونت دستگاه تنفسی، بی‌خوابی، احساس لرزش و هرگونه مشکل در مدت درمان، مشورت با پزشک لازم است.
- درصورت بروز علائم حساسیت مانند تنگی نفس، ورم صورت، زبان یا لب‌ها، گلودرد مشورت فوری با پزشک لازم است.
- این دارو می‌تواند عوارض نادر اما مهمی داشته باشد که علی‌رغم اینکه احتمال وقوع آن‌ها کم است اما پیگیری و توجه به آن‌ها بسیار مهم است. لذا در صورت داشتن علائم سرفه همراه با گلودرد، خشکی و التهاب چشم و بروز لکه‌های قرمزپوستی مشورت با پزشک لازم است.

## نیاز به نسخه
در چندین کشور، از جمله بریتانیا مصرف پرگابالین تنها با تجویز پزشک ممکن است و نگهداری آن بدون دلیلِ پزشکی معتبر، جرم کیفری است. با این حال، این دارو در چندین کشور در خاورمیانه و همچنین در بسیاری از ایالت‌های هند بدون نیاز به نسخه به فروش می‌رسد.

## اعتیاد
اثر آرامش‌بخش پرگابالین (که گاهی آنرا به صورت نشئه ملایم توصیف می‌کنند) می‌تواند باعث اعتیاد شود. مصرف بیش از حد پرگابالین به ویژه هنگامی که با سایر داروهای آرام‌بخش غیرقانونی ترکیب شود می‌تواند باعث خواب‌آلودگی و مشکلات تنفسی شود. پادزهر اضطراری نالوکسان که برای خنثی کردن اثرات مواد افیون به کار می‌رود، هیچ تاثیری برای مقابله با پرگابالین ندارد.
از سال ۲۰۰۰ تا ۲۰۲۳ موارد سوء مصرف این دارو و مرگ مرتبط با آن رشد زیادی در جهان داشته است.